# ۱۰۳۰ (میلادی)
۱۰۳۰ (میلادی) هزارو سیمین سال تقویم میلادی است.

## درگذشتگان
- ۳۰ آوریل - سلطان محمود غزنوی

‎